# Cristian Ugalde
Cristian Ugalde García (* 19. Oktober 1987 in Barcelona) ist ein spanischer Handballtrainer und ehemaliger Handballspieler.

## Karriere als Spieler

### Verein
Er lief zunächst für den FC Barcelona auf, bei dem er im Alter von 17 Jahren in der ersten Mannschaft debütierte. Er spielte ab 2012 beim ungarischen Erstligisten KC Veszprém. Ab der Saison 2018/19 stand er beim deutschen Bundesligisten TSV Hannover-Burgdorf unter Vertrag. Im Sommer 2020 schloss er sich dem griechischen Erstligisten AEK Athen an. Zur Saison 2022/23 wechselte er zum ungarischen Verein Tatabánya KC, bei dem er im Jahr 2024 seine aktive Karriere beendete.

### Auswahlmannschaften
Ugalde spielte von 2003 bis 2016 für spanische Auswahlmannschaften.
Mit der spanischen Jugendauswahl lief er von 2003 bis 2005 in 31 Partien auf und warf darin 113 Tore.
Von 2006 bis 2007 wurde er in 22 Partien der Juniorennationalmannschaft eingesetzt und erzielte 109 Tore für sein Team. Ugalde nahm mit der Auswahl an der U-21-Weltmeisterschaft 2007 teil.
Am 15. Juni 2007 debütierte Ugalde in der spanischen Nationalmannschaft. Bis 2016 bestritt er 131 Länderspiele, in denen er insgesamt 288 Tore erzielte. Er spielte bei der Weltmeisterschaft 2009, der Europameisterschaft 2010, der Weltmeisterschaft 2011, der Europameisterschaft 2012, den Olympischen Spielen 2012, der Europameisterschaft 2014, der Weltmeisterschaft 2015 und bei der Europameisterschaft 2016. Sein letztes Länderspiel bestritt er am 10. April 2016. Mit der spanischen Nationalmannschaft gewann er bei der Weltmeisterschaft 2011 sowie der Europameisterschaft 2014 jeweils die Bronzemedaille für den 3. Platz, bei der Europameisterschaft 2016 die Silbermedaille für den 2. Platz.

### Erfolge als Spieler
- 3 × Spanischer Meister 2006, 2011 und 2012
- 3 × Spanischer Pokalsieger 2007, 2009 und 2010
- 2 × Copa ASOBAL 2010 und 2012
- 3 × Spanischer Super Cup (Supercopa de España de Balonmano) 2007, 2009 und 2010
- 2 × EHF Champions League 2005 und 2011
- 5 × Ungarischer Meister 2013, 2014, 2015, 2016, 2017
- 6 × Ungarischer Pokalsieger 2013, 2014, 2015, 2016, 2017, 2018
- 2 × Ungarischer Super Cup 2014, 2015
- 1 × Griechischer Meister 2021
- 1 × Griechischer Pokalsieger 2021
- 1 × EHF European Cup 2021
- 2 × SEHA-Liga 2015, 2016
- Silbermedaille Europameisterschaft 2016
- Bronzemedaille Weltmeisterschaft 2011 und Europameisterschaft 2014

## Karriere als Trainer
Nachdem er im Jahr 2024 seine aktive Karriere beim ungarischen Verein Tatabánya KC beendet hatte, war er dort in der Saison 2024/25 als Handballtrainer tätig.

## Privates
Sein Bruder Antonio Ugalde war ebenfalls Handballspieler.